# Joshua Cheptegei
Joshua Kiprui Cheptegei (né le 12 septembre 1996 à Kapchorwa) est un athlète ougandais, spécialiste des courses de fond.
Il est triple champion du monde du 10 000 mètres : en 2019 à Doha, en 2022 à Eugene et en 2023 à Budapest, champion olympique du 5 000 mètres à Tokyo, et du 10 000 m en 2024 à Paris. Il est également champion du monde de cross-country en 2019.
Il est l'actuel détenteur du record du monde du 5 000 mètres en établissant le temps de 12 min 35 s 36 à Monaco le 14 août 2020, et du record du monde du 10 000 mètres avec le temps de 26 min 11 s 00 qu'il réalise le 7 octobre 2020 à Valence. Il bat également le record olympique du 10 000 mètres le 2 août 2024 aux Jeux olympiques de Paris avec un temps de 26 min 43 s 14.

## Biographie

### Carrière junior (2014-2015)
Il fait partie du NN Running Team.

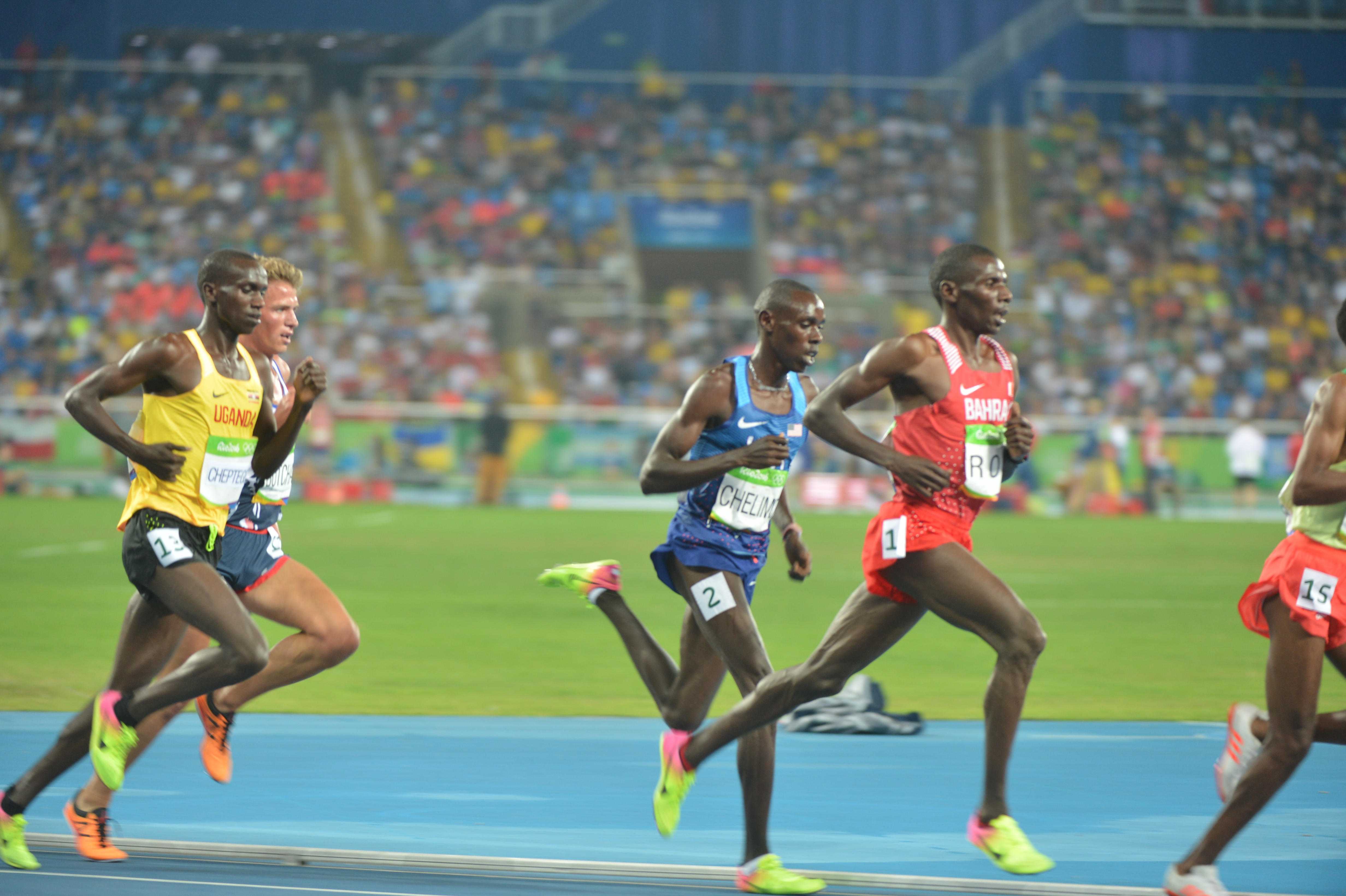
Joshua Cheptegei (à gauche) lors de la finale du 10000 m des Jeux olympiques de 2016, à Rio de Janeiro.

Lors des championnats du monde juniors 2014 à Eugene, aux États-Unis, Joshua Cheptegei remporte le titre du 10 000 mètres dans le temps de 28 min 32 s 86, et se classe par ailleurs quatrième de l'épreuve du 5 000 mètres. Il participe cette même année aux championnats d'Afrique seniors à Marrakech, mais il ne termine pas la finale du 10 000 m.
En 2015, il remporte le 10 000 m des championnats d'Afrique juniors à Addis-Abeba, en établissant un nouveau record des championnats en 29 min 58 s 70. Il participe aux championnats du monde 2015 à Pékin et se classe neuvième de la finale du 10 000 m.
Aligné dans deux épreuves de fond lors des Jeux olympiques de 2016, à Rio de Janeiro, Joshua Cheptegei se classe 8e du 5 000 m (13 min 9 s 17) et 6e du 10 000 m en battant son record personnel (27 min 10 s 06).

### Médaillé d'argent aux mondiaux de Londres (2017)
En mars 2017, lors des championnats du monde de cross-country disputés à Kampala en Ouganda, victime d'une terrible défaillance, il se classe 30e de l'épreuve individuelle (10 km) après avoir été en tête de la course mais obtient la médaille de bronze par équipes. Le 6 juillet 2017, lors du meeting de Lausanne, il descend pour la première fois de sa carrière sous les 13 minutes au 5 000 m en parcourant la distance en 12 min 59 s 83. Le 4 août 2017, aux championnats du monde de Londres, il décroche la médaille d'argent du 10 000 m en portant son record personnel à 26 min 49 s 94. Il est devancé sur la ligne d'arrivée par le Britannique Mohamed Farah.
En avril 2018, lors des Jeux du Commonwealth de Gold Coast en Australie, il remporte le titre du 5 000 m (13 min 50 s 83) puis s'impose quelques jours plus tard dans l'épreuve du 10 000 m (27 min 19 s 62, record de la compétition). Le 14 octobre, il remporte pour la deuxième fois le Durban 10k, à Durban, en Afrique du Sud en 27 min 16 s.

### Champion du monde du 10 000 m (2019)

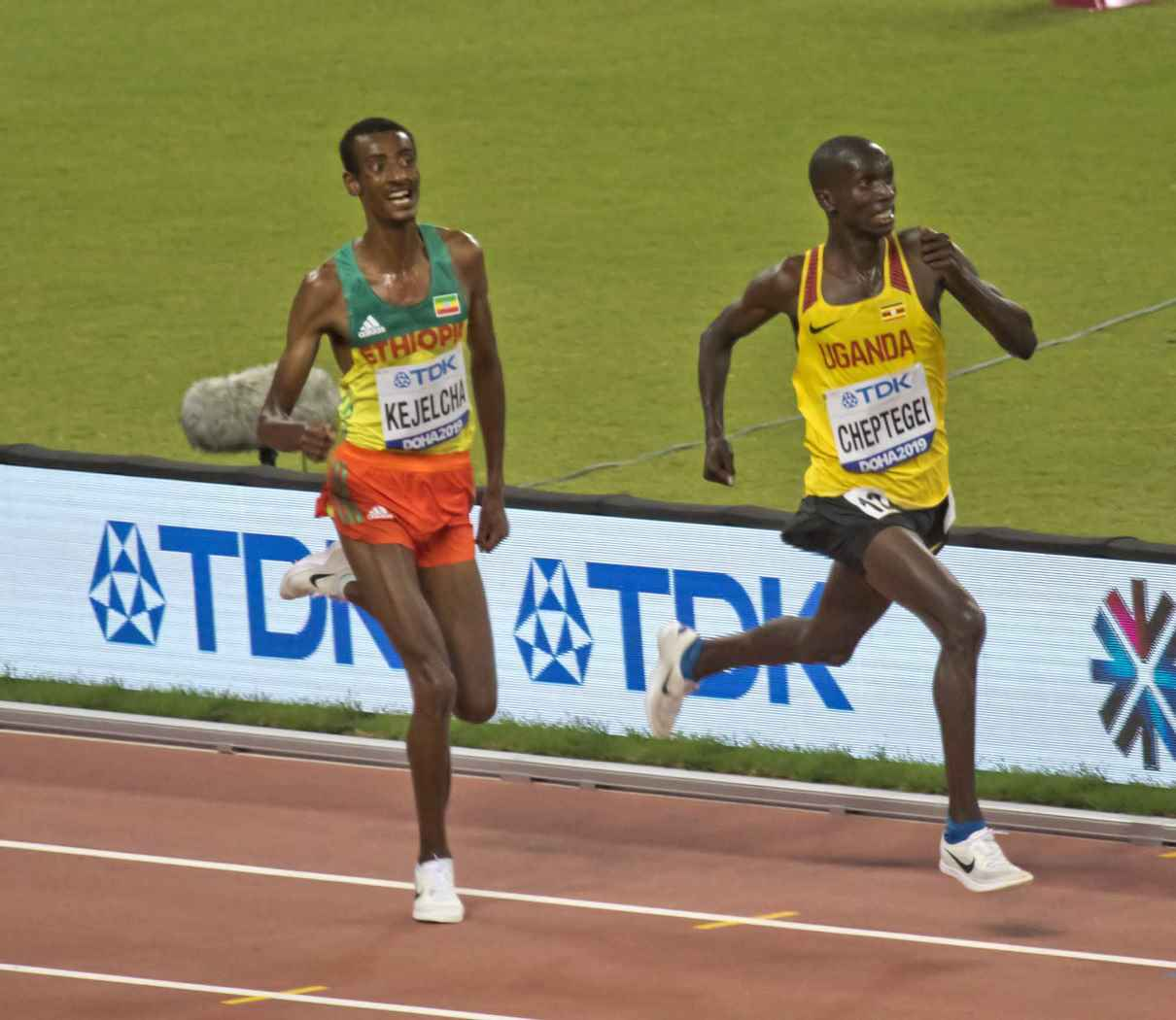
Arrivée de la finale du 10 000 m à Doha en 2019.

Le 30 mars 2019, Joshua Cheptegei remporte les Championnats du monde de cross-country, à Aarhus, au Danemark, dans la catégorie senior hommes. Le 6 octobre 2019, l'Ougandais devient champion du monde du 10 000 mètresà Doha en 26 min 48 s 36 (meilleure performance mondiale de l'année) devant l'Éthiopien Yomif Kejelcha et le Kényan Rhonex Kipruto . Le 1er décembre 2019, il bat le record du monde du 10 kilomètres à Valence en 26 min 38 s avant que ce dernier ne soit battu en janvier 2020 par le Kényan Rhonex Kipruto en 26 min 24 s.

### Records du monde du 5 000 m et du 10 000 m (2020)
Le 16 février 2020, il bat le record du monde du 5 km sur route à Monaco avec un temps de 12 min 51 s. Le 14 août dans la même ville, il bat le record du monde du 5 000 mètres lors du Meeting Herculis en 12 min 35 s 36, améliorant de près de deux secondes l'ancienne meilleure marque mondiale, détenue depuis 2004 par l'Éthiopien Kenenisa Bekele.
Le 8 octobre 2020, à Valence, il s'empare du record du monde du 10 000 mètres en 26 min 11 s 00 lors d'un meeting conçu spécialement pour ce record (présence de lièvres et de signaux lumineux). Il devance ainsi de plus de six secondes le précédent record de Kenenisa Bekele.

### Or sur 5 000 m et argent sur 10 000 m aux Jeux de Tokyo (2021)
Voulant tenter le doublé 5 000 - 10 000 aux Jeux olympiques de Tokyo en 2021, Cheptegei prend tout d'abord la deuxième place du 10 000 m le 30 juillet, battu par l'Ethiopien Selemon Barega, auteur d'une meilleure fin de course. Une semaine plus tard, l'Ougandais fait honneur à son statut de recordman du monde du 5 000 m en remportant la médaille d'or en 12 min 58 s 15, devant le Canadien Mohammed Ahmed et l'Américain Paul Chelimo.

### Deuxième titre mondial sur 10 000 m (2022)

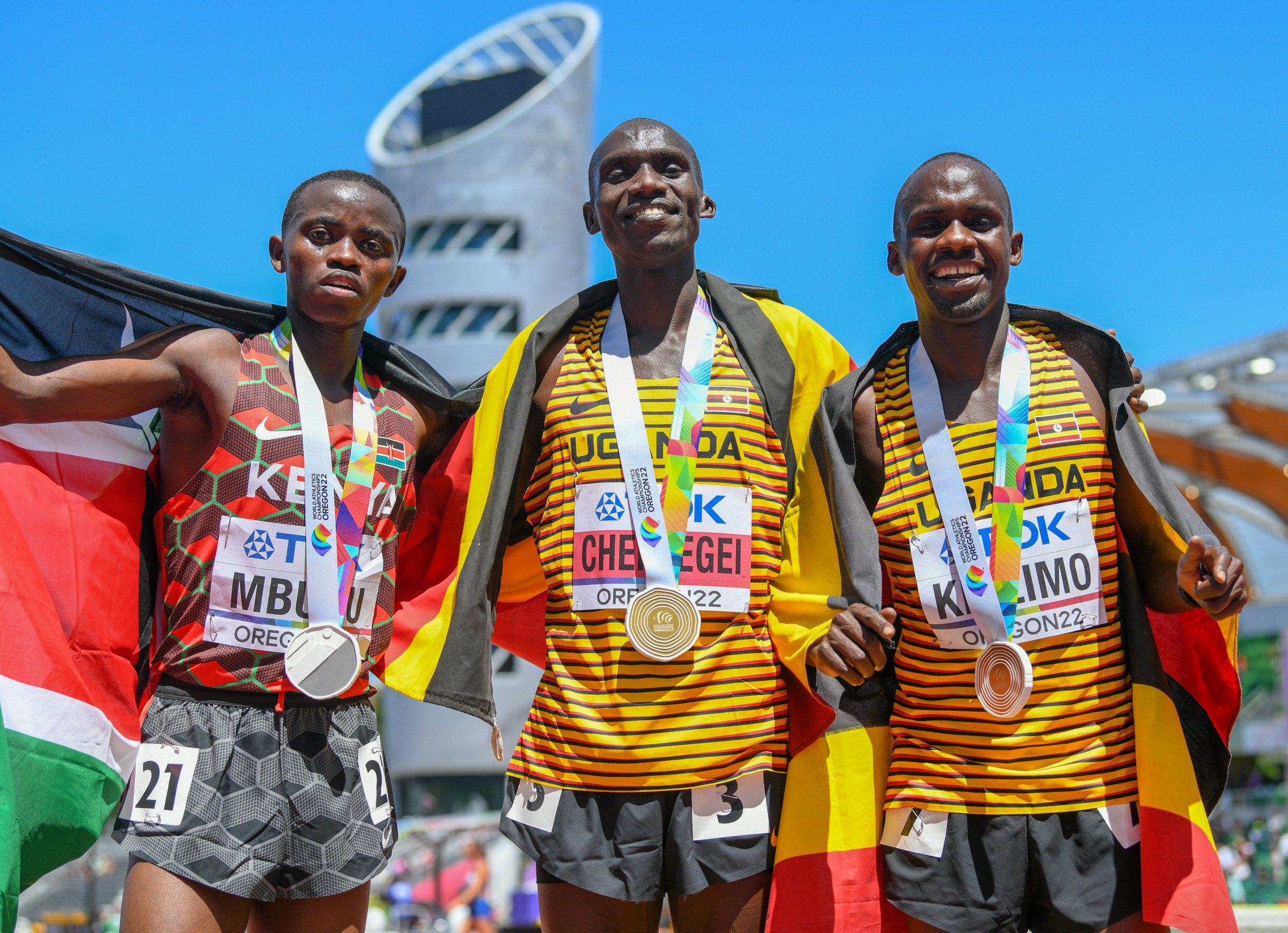
Joshua Cheptegei (au centre) après sa victoire sur 10000 m aux championnats du monde 2022 à Eugene.

Joshua Cheptegei dispute sa première course sur piste depuis les Jeux olympiques de Tokyo que fin mai 2022, à Eugene, à l'occasion de la Prefontaine Classic, s'imposant dans le temps de 12 min 57 s 99. Pour sa deuxième course de la saison, le 10 000 mètres masculin des championnats du monde 2022 le 17 juillet 2022 à Eugene, il décroche son deuxième titre mondial consécutif en 27 min 27 s 43, devant le Kényan Stanley Waithaka Mburu et l'autre ougandais Jacob Kiplimo.

### Troisième titre de champion du monde (2023)
Lors des championnats du monde 2023 à Budapest, Joshua Cheptegei remporte pour la troisième fois consécutive le titre du 10 000 m, devant Daniel Ebenyo et Selemon Barega. Il rejoint  Mohamed Farah au palmarès de l'épreuve, se situant désormais à une marche des Éthiopiens Haile Gebrselassie et Kenenisa Bekele, titrés à quatre reprises.

## Palmarès
| Date | Compétition                            | Lieu           | Résultat | Épreuve             | Temps            |
| ---- | -------------------------------------- | -------------- | -------- | ------------------- | ---------------- |
| 2014 | Championnats du monde juniors          | Eugene         | 4e       | 5 000 m             | 13 min 32 s 84   |
| 2014 | Championnats du monde juniors          | Eugene         | 1er      | 10 000 m            | 28 min 32 s 86   |
| 2015 | Championnats d'Afrique juniors         | Addis-Abeba    | 1er      | 10 000 m            | 29 min 58 s 70   |
| 2015 | Championnats du monde                  | Pékin          | 9e       | 10 000 m            | 27 min 48 s 49   |
| 2016 | Jeux olympiques                        | Rio de Janeiro | 8e       | 5 000 m             | 13 min 09 s 17   |
| 2016 | Jeux olympiques                        | Rio de Janeiro | 6e       | 10 000 m            | 27 min 10 s 06   |
| 2017 | Championnats du monde de cross-country | Kampala        | 3e       | Par équipes         |                  |
| 2017 | Championnats du monde                  | Londres        | 2e       | 10 000 m            | 26 min 49 s 94   |
| 2018 | Jeux du Commonwealth                   | Gold Coast     | 1er      | 5 000 m             | 13 min 50 s 83   |
| 2018 | Jeux du Commonwealth                   | Gold Coast     | 1er      | 10 000 m            | 27 min 19 s 62   |
| 2019 | Championnats du monde de cross-country | Aarhus         | 1er      | 10 200m             | 31 min 40 s      |
| 2019 | Ligue de diamant                       | Zurich         | 1er      | 5 000 m             | 12 min 57 s 41   |
| 2019 | Championnats du monde                  | Doha           | 1er      | 10 000 m            | 26 min 48 s 36   |
| 2020 | Monaco Run 5km                         | Monaco         | 1er      | 5 km                | 12 min 51 s (RM) |
| 2021 | Jeux olympiques                        | Tokyo          | 2e       | 10 000 m            | 27 min 43 s 63   |
| 2021 | Jeux olympiques                        | Tokyo          | 1re      | 5 000 m             | 12 min 58 s 15   |
| 2022 | Championnats du monde                  | Eugene         | 9e       | 5 000 m             | 13 min 13 s 12   |
| 2022 | Championnats du monde                  | Eugene         | 1er      | 10 000 m            | 27 min 27 s 43   |
| 2023 | Championnats du monde de cross         | Bathurst       | 3e       | Course individuelle | 29 min 37 s      |
| 2023 | Championnats du monde                  | Budapest       | 1er      | 10 000 m            | 27 min 51 s 42   |
| 2024 | Jeux olympiques                        | Paris          | 1er      | 10 000 m            | 26 min 43 s 14   |

## Records
| Épreuve         | Temps               | Lieu    | Date              |       |
| Piste           | Piste               | Piste   | Piste             | Piste |
| --------------- | ------------------- | ------- | ----------------- | ----- |
| 1 500 m         | 3 min 37 s 36       | Kampala | 24 avril 2021     |       |
| 3 000 m         | 7 min 33 s 24       | Ostrava | 19 mai 2021       |       |
| 3 000 m steeple | 8 min 43 s 21       | Kampala | 20 juillet 2013   |       |
| 5 000 m         | 12 min 35 s 36 (WR) | Monaco  | 14 août 2020      |       |
| 10 000 m        | 26 min 11 s 00 (WR) | Valence | 7 octobre 2020    |       |
| Route           |                     |         |                   |       |
| 5 km            | 12 min 51 s (NR)    | Monaco  | 16 février 2020   |       |
| 10 km           | 26 min 38 s (NR)    | Valence | 1er décembre 2019 |       |
| 15 km           | 41 min 5 s          | Nimègue | 18 novembre 2018  |       |
| Semi-marathon   | 59 min 21 s 00      | Gdynia  | 17 octobre 2020   |       |